# El Jicaral (Oaxaca)
El Jicaral es una localidad de 1087 habitantes situada en el municipio de Coicoyán de las Flores, Oaxaca, México.

## Geografía
El Jicaral está ubicado como la última comunidad perteneciente al municipio de Coicoyán de las Flores ubicado en el estado de Oaxaca, se encuentra en medio de una red montañosa que se extiende hasta la Sierra Madre del Sur. La cabecera municipal se encuentra en Coicoyán de las Flores a 43.8 kilómetros de la comunidad y a 308 kilómetros de la capital del estado. Dentro de la localidad corre el río Chiquito, el cual, inicia en Metlatono y desemboca en Tlapacingo, en época de lluvias este río suele alcanzar hasta los dos metros de profundidad.

## Ecosistema
Su flora se compone principalmente de encinos y pinos. Abundan flores y se caracteriza por ser una zona fértil. 